# Сребърен век
Сребърният век е период в историята на руската култура, хронологично свързан с началото на XX век, съвпаднал с епохата на модернизма.
Епохата получава наименованието „Сребърен век“ чак след нейния завършек. Понятието възниква в средите на руската емиграция, оценила ретроспективно отминалото време като втори разцвет на руската култура след „Златния век“, както често наричат Пушкиновата епоха, тоест първата третина на XIX век. За авторство на термина са претендирали философът Николай Бердяев, писателите Николай Оцуп и Сергей Маковски.
Известни писатели от този период са Анна Ахматова, Инокентий Аненски, Андрей Бели, Александър Блок, Валерий Брюсов, Марина Цветаева, Сергей Есенин, Николай Гумильов, Даниил Хармс, Велимир Хлебников, Осип Манделщам, Владимир Маяковски, Борис Пастернак, Фьодор Сологуб и Максимилиан Волошин.

## Хронологически рамки
За начало на Сребърния век се приемат 1890-те години. По-големи разногласия се срещат спрямо края на този период. Според някои Сребърният век приключва с Октомврийската революция, според други след Гражданската война. Най-късната датировка на края на Сребърния век е 1930 г., когато се самоубива Владимир Маяковски, а авангардното изкуствто в СССР започва да бъде преследвано.

## Сребърен век в литературата. Течения
Названието „Сребърен век“ се отъждествява най-вече с появилите се множество нови течения в руската поезия и проза. Литературните традиции с XIX век биват смесени с влиянията от европейската литература, в резултат на което възникват обединения на символистите, акмеистите, новоселските поети, ничевоките, имажинистите, футуристите и др. Основни събития по онова време са литературните вечери в Политехническия музей под „председателството“ на Валерий Брюсов, където се изявяват поети от всички направления.

### Символизъм
Руският символизъм възниква през 1890-те години в резултат на широко разпространените песимистични настроения и културната криза в края на XIX век. Повлиян е както от френските символисти Шарл Бодлер, Пол Верлен и Артюр Рембо, така и от прозата на Фьодор Достоевски, стиховете на Фьодор Тютчев и Афанасий Фет. Първото поколение символисти („стари“) смятат, че поетът е творец на чисто лични и художествени преживявяния, като творчеството им често е наричано „декадентсво“. С началото на XX век се появява течението на „младите“ символисти, които възприемат похвата като философско-религиозно търсене.
„Стари символисти“: Дмитрий Мережковски, Зинаида Гипиус, Фьодор Сологуб, Николай Мински, Валерий Брюсов, Константин Балмонт, Максимилиан Волошин, Александър Добролюбов и др.

„Млади символисти“: Александър Блок, Андрей Бели, Вячеслав Иванов и др.

### Акмеизъм
Акемизмът възниква като опозиция на „Академията на стиха“ на Вячеслав Иванов. Основни теоретици на движението са Николай Гумильов и Сергей Городецкий, които създават „Цеха на поетите“. Акмеистите проповядват „точност на думата“, материалност и предметност на темите и думите. Официалното издание на акмеистите е списанието „Хиперборей“. Други участници в движението са Анна Ахматова, Осип Манделщам, Михаил Зенкевич, Георгий Иванов.

### Футуризъм
След като италианският поет Филипо Маринети написва манифеста на футуризма, идеите му намират почва в Русия. Основната програма е разрушаването на културните стереотипи и предлагането на апология на техниката и урбанизма, разпад на класическата форма. Най-влиятелната група е създадената през 1910 г. Гилея (начело с Велимир Хлебников и Давид Бурлюк, участват още Владимир Маяковски, Алексей Кручоних, Николай Бурлюк). По-късно в рамките на Гилея се развива идеята за „заумна поезия“, съдържаща разпад на езика и нововъведения чрез експерименти. Със сборници като „Градинката на съдиите“ и „Шамар на обществения вкус“ групата пропагандира крайнолеви политически позиции. Членовете на Гилея са наричани още „бъдетяни“ или „кубофутуристи“.
Закратко съществува и течението „егофутуризъм“, обединено около Игор Северянин.

### Новоселски поети
Това течение никога не е било организирано движение, а по-скоро обединява поетите тематично. Нито един от авторите не е наричал себе си „новоселски поет“, но въпреки това към традиционните за селската поезия теми за Родината, природата, красотата и народното творчество се прибавят и наченки на модернистични похвати. Най-виден представител на новоселската поезия е Николай Клюев, други представители са Пьотър Юрешин, Сергей Кличков и Сергей Есенин (до 1918 г.).

### Имажинизъм
Имажинизмът възниква през 1918 г. под влиянието на футуризма и английския модернизъм (Т. С. Елиът, Езра Паунд, Томас Хюм, Ричард Олдингтън). В центъра на идеята е метафората и множеството значения, които може да даде тя. Основатели на „Ордена на имажинистите“ са Анатолий Мариенгоф, Вадим Шершеневич и Сергей Есенин. Официална структура на Ордена е „Асоциацията на волнодумците“. Изявите на групата са свързани с епатаж, съдържащ преименуване на московски улици, „съд“ над литературата, антирелигиозни акции като драскане върху стените на Страстния манастир. Печатен орган е списание „Хотел за пътуващите в прекрасното“, а освен това са отпечатани множество сборници.

### Ничевоки
Движението на ничевоките възниква през 1920 г. в Ростов на Дон от Рюрик Рок, Сусана Мар, Аеций Ранов. Групата е повлияна от дадаизма и отчасти от експериментите на Алексей Кручоних. Ничевоките съществуват около две години и издава сборници като „Вот“ и „Вам (от ничевоков чтения)“. Разпадат се след трагичната смърт на Сергей Садиков през 1922 г. и арета на Рюрик Рок в началото на 1923 г.

## Сребърен век на философията
Философският разцвет се свързва с Революцията от 1905 г., когато интелигенцията преминава от социално-политически въпроси към мистико-духовни. През 1906 г. е създадено Религиозно-философското общество, повлияно от идеите на Владимир Соловьов. На следващата година възниква и Петербургското религиозно-философско общество. Знаково е издаването на сборника „Вехи“ през 1909 г., в който участват Михаил Гершензон, Николай Бердяев, Сергей Булгаков, Богдан Кистяковски, Пьотър Струве, Семьон Франк и Арон Ланде.
Основни теми са търсенето на Бога, декадентството, интуитивизмът. Краят на Сребърния век във философията е установяването на съветската власт и емиграцията на голяма част от мислителите.

## Сребърен век на изобразителното изкуство
Някои от теченията в литературата са срещани и в изобразителното изкуство от това време – символизъм, кубофутуризъм, авангард. Освен това се развиват абстрактно изкуство, лъчизъм, импресионизъм, супрематизъм. Сред влиятелните групировки в Сребърния век са Абрамцевският художествен кръжок, Вале каро, Венец – Стефанос, Синя роза, Московско другарство на художниците, Свят на изкуството и други.
Художници от предишното поколение като Иля Репин, Валентин Серов и Исак Левитан също биват повлияни от новите идеи. Водещи имена на Сребърния век са Казимир Малевич, Василий Кандински, Михаил Врубел, Александър Головин, Борис Кустодиев, Вера Мухина, Кузма Петров-Водкин, Марк Шагал.